# Rezendezius
Rezendezius is een geslacht van hooiwagens uit de familie Gonyleptidae.
De wetenschappelijke naam Rezendezius is voor het eerst geldig gepubliceerd door H. Soares in 1945. 

## Soorten
Rezendezius is monotypisch en omvat slechts de volgende soort:
- Rezendezius lanei